# Автошлях Т 0314
Автошля́х Т 0314 — автомобільний шлях територіального значення у Волинській області. Пролягає територією Шацького району від Т 0302 до Гаївки (санаторій «Лісова пісня»). Загальна довжина — 2 км.

## Маршрут
Автошлях проходить через такі населені пункти:
| Автошлях Т 0314   |        |
| Волинська область |        |
| Шацький район     |        |
|                   | Т 0302 |
| Гаївка            |        |